# Samlarbild

Fransk samlarbild från 1888.

En samlarbild eller samlarkort är ett litet kort, ofta av papp, ibland plastat eller laminerat, med bilder som föreställer specifika personer, platser eller ting (fiktiva eller verkliga) och med en kort beskrivning av bilden, tillsammans med annan information, skapade för att samlas, köpas, säljas och bytas. Vanliga motiv är exempelvis idrottare, filmstjärnor (så kallade filmisar), fantasifigurer eller maskiner som båtar, bilar, flygplan etc. Ofta ges de ut i serier, i begränsade (om än stora) upplagor. Vissa samlarkort fungerar även som spelkort, så kallade samlarkortspel.
Det finns även speciella samlarkort, exempelvis autografkort, handritade kort, kort med bitar av kläder eller material som används vid exempelvis filminspelningar eller med DNA-mterial av kända personer. Samlarbilderna kan även vara klistermärken tänkta att klistras in i särskilda samlaralbum. Bokmärken kan ses som en specifik form av samlarbilder.

## Historia
Samlarkort förknippas ofta med sport. De första var baseballkort som dök upp i slutet av 1860-talet. I början av 1900-talet medföljde de flesta sådana kort i cigarettpaket. Mot mitten av 1900-talet började det istället bli vanligare med samlarbilder som medföljde i godispaket, till en början tuggummi. Det blev då vanligt att bilderna föreställde film- och TV-skådespelare. Kring 1990-talet började det bli populärt med kort skapade för att spela olika typer av spel, så kallade samlarkortspel - vilket ofta är fantasybaserade spel.

Exempel på samlarbilder
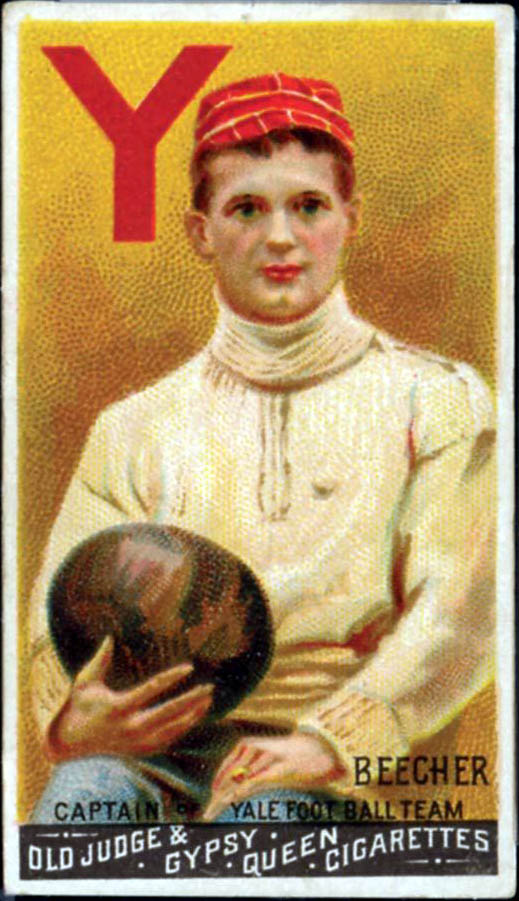
Fotbollskort Harry Beecher, Yale quarterback, 1888
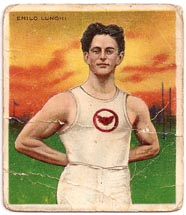
Sportkort från cigarettpaket Emilio Lunghi, 1910
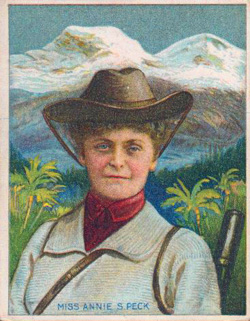
Kändiskort från cigarettpaket Hassan Tobacco Company Annie Peck, 1911
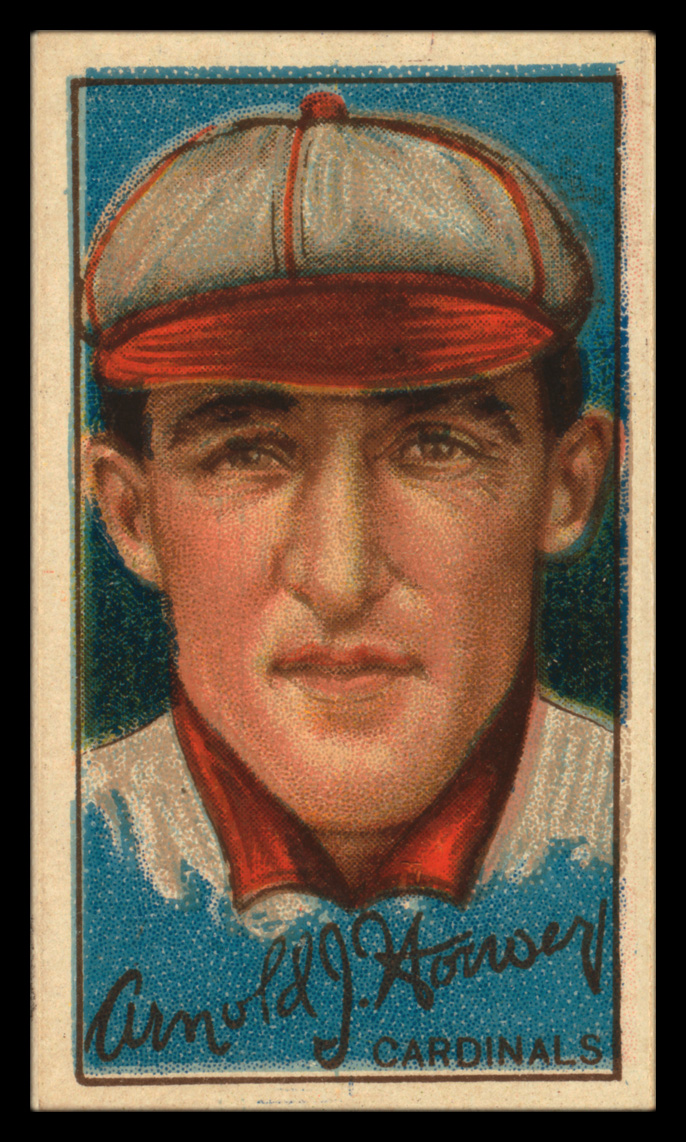
Kändiskort från cigarettpaket American Tobacco Company Arnold Hauser, St. Louis Cardinals shortstop
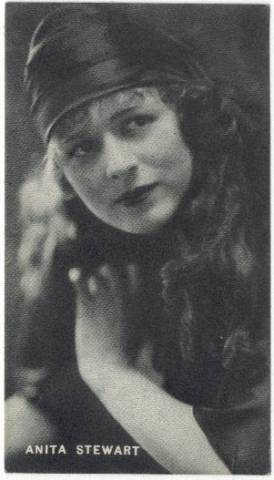
Filmis Anita Stewart, cirka 1915-17
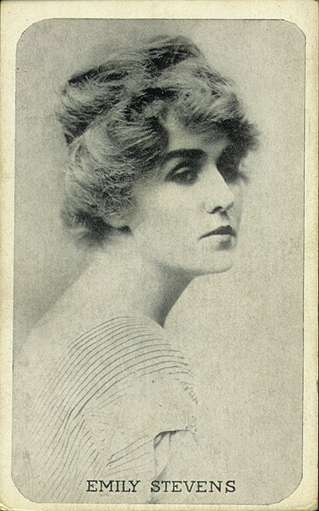
Filmis Emily Stevens, 1917
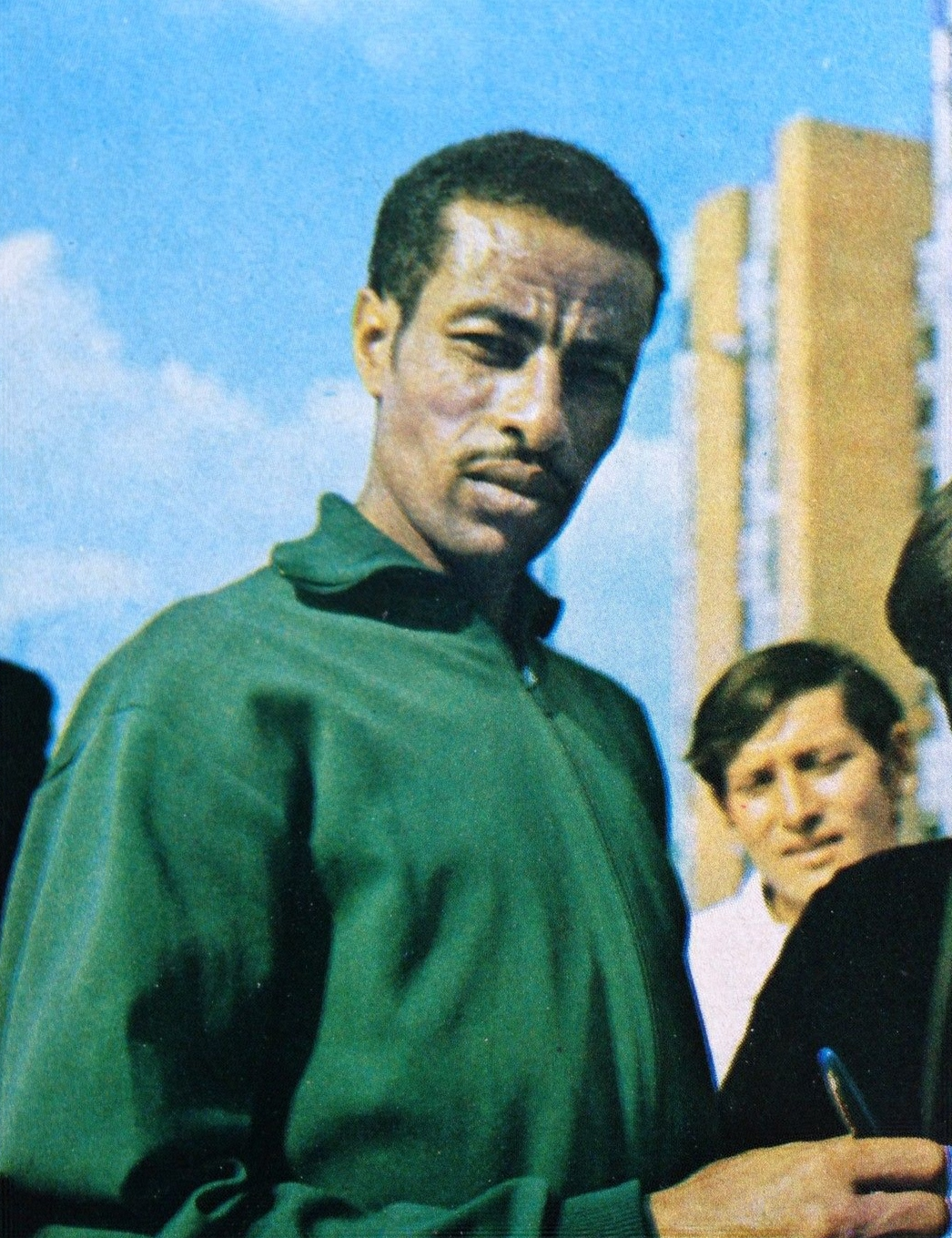
Samlarkort från Olympiska spelen 1972 Abebe Bikila, 1972

## Exempel på samlarbilder

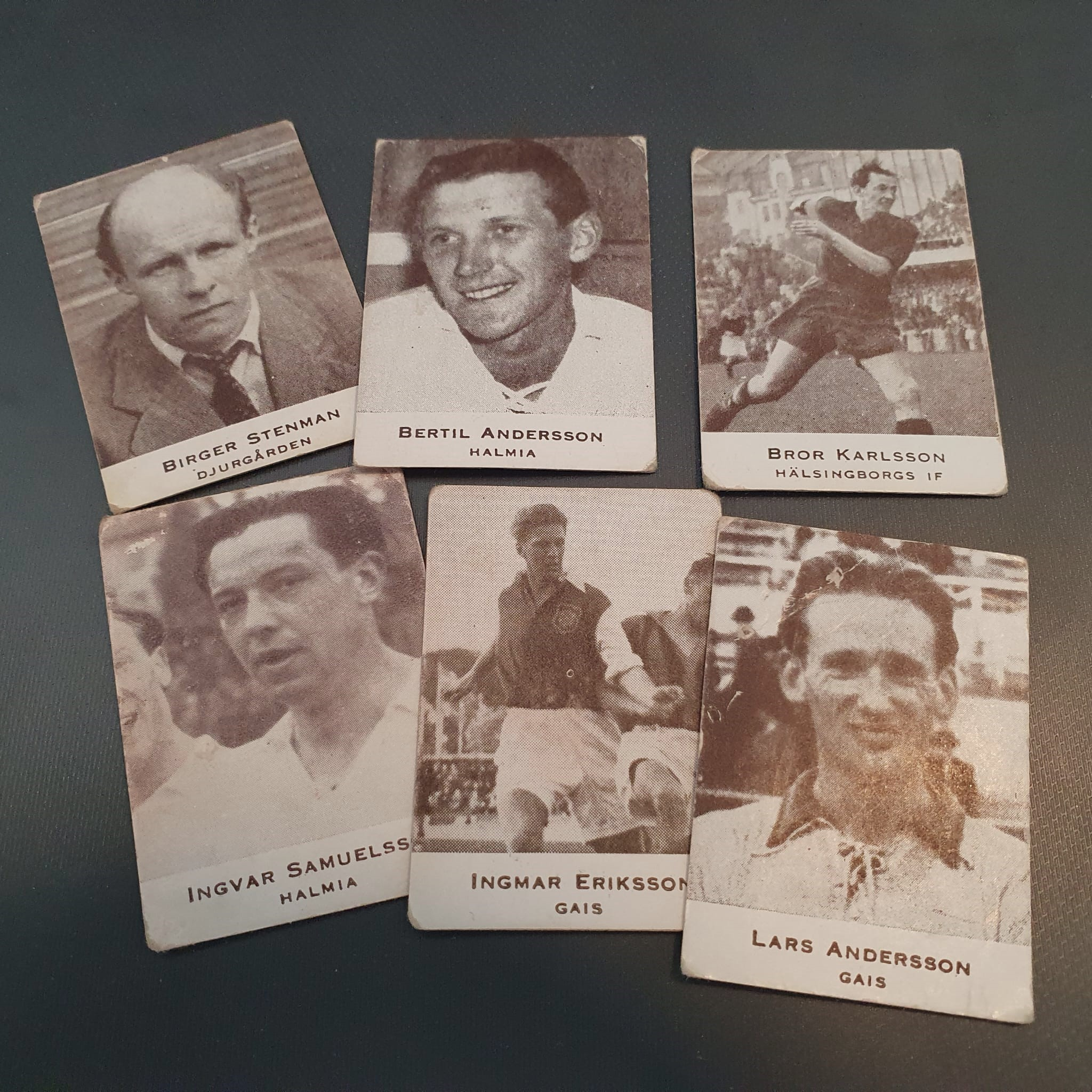
Sex svartvita Alfabilder med fotbollsspelare från omkring 1949.

- Alfabilder
- Filmisar
- Garbage Pail Kids
- Hockeykort
- Pokémon

## Tillverkare
- Rittenhouse Archives
- Topps
- Inkworks
- Breygent
- Strictly Ink
- Upper Deck